# شمس الدين ابن الغزي
شمس الدين أبو المعالي محمد بن عبد الرحمن بن زين العابدين العامري الغزي (1096 - 1167 هـ / 1685 - 1753 م) مؤرخ وفقيه شافعي، كان مفتي الشافعية بدمشق، مولده ووفاته فيها.

## اسمه ونسبه
أبو المعالي شمس الدين محمد بن عبد الرحمن بن زين العابدين بن زكريا بن محمد بن محمد بن محمد بن أحمد العامري الشهير بابن الغزي.

## مؤلفاته
- ديوان الإسلام: وهو تاريخ مختصر للعلماء والملوك وغيرهم.
- تراجم لبعض رجال الحديث.
- لطائف المنة في فوائد خدمة السنة.
- تشنيف السامع برجال جمع الجوامع.
- تذكرة أولي الألباب.
- وله شعر فيه رقة (ديوان).[2]

## وفاته
توفي شمس الدين الغزي حسب ما أجمعت جميع تراجمه سنة 1167هـ بدمشق.

## روابط خارجية
- صفحة شمس الدين ابن الغزي، المكتبة الشاملة الحديثة.